# Нова сръбска демокрация
Нова сръбска демокрация (на сръбски: Нова српска демократија) е дясна националноконсервативна политическа партия в Черна гора.
Основана е през 2009 година с намерението да обедини всички просръбски организации в страната, но в крайна сметка в нея се включват само Сърбската народна партия и Народната социалистическа партия на Черна гора.
На парламентарните избори през 2012 година коалицията на Нова сръбска демокрация и Движение за промени е на второ място с 20 от 81 места в Скупщината.